# Breitenstein (Gemeinden Aigen-Schlägl, Ulrichsberg)
Breitenstein ist eine Ortschaft in den Gemeinden Aigen-Schlägl und Ulrichsberg im Bezirk Rohrbach in Oberösterreich.

## Geographie
Die Streusiedlung Breitenstein einschließlich des Einzelhofs Mitterreit liegt überwiegend im Gemeindegebiet von Aigen-Schlägl. Nur der Einzelhof Hochhauser gehört zu Ulrichsberg. Die Ortschaft ohne den Einzelhof Hochhauser umfasst 41 Adressen (Stand: 1. April 2020). Breitenstein befindet sich innerhalb der Einzugsgebiete des Schinderbachs und des Zaglauer Bachs. Im Westen erhebt sich der 877 m ü. A. hohe Hochbühel. Die Siedlung ist Teil der 22.302 Hektar großen Important Bird Area Böhmerwald und Mühltal.

## Geschichte
Breitenstein gehörte bis 1957 vollständig zur Gemeinde Ulrichsberg. In diesem Jahr wechselte die Gemeindezugehörigkeit abgesehen vom Einzelhof Hochhauser zu Schlägl. Die Gemeinden Aigen im Mühlkreis und Schlägl fusionierten am 1. Mai 2015.

## Kultur und Sehenswürdigkeiten

### Hochhauser
Der Einzelhof Hochhauser (Breitenstein Nr. 3) steht auf einem Hügel in einer Lichtung. Unter einem gemeinsamen Walmdach befinden sich ein vermutlich mittelalterlicher zweigeschoßiger Wohnbau mit kleinen Fenstern und ein aus dem späten 16. oder der ersten Hälfte des 17. Jahrhunderts stammender Anbau. Der Hof wurde bereits 1303 erstmals urkundlich erwähnt und gehörte damals, möglicherweise als Wohnhaus eines Falkners, zur Burg Haunstein bei Zaglau. Im Jahr 1643 ist er als Wohnsitz eines Bräumeisters dokumentiert. Er war mindestens bis 1834 bewohnt und verfiel danach. Der Architekt Manfred Ortner leitete 1991 eine Restaurierung und zum Teil Rekonstruktruierung.

### Mitterreit

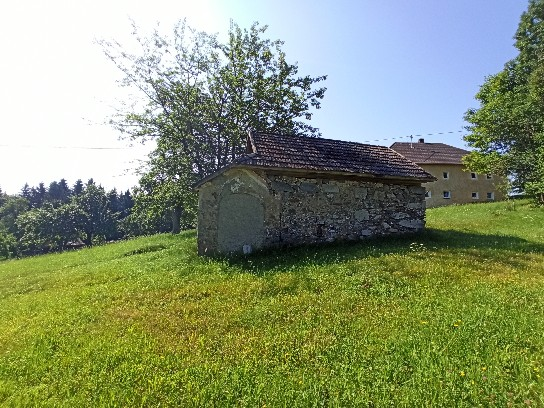
Hofkapelle in Mitterreit

Der Einzelhof Mitterreit (Breitenstein Nr. 7) wurde 1544 als Veitls Guett erstmals urkundlich erwähnt. Es handelt sich um einen unregelmäßigen Vierseithof, der in seiner jetzigen Form aus der Mitte des 19. Jahrhunderts stammt. Ein Türstock ist mit der Jahreszahl 1857 beschriftet. Der Plafond in der Stube weist ein rundes Stuckfeld auf. Im 1871 erbauten Stall ist ein Kappengewölbe vorhanden.

### Sonstiges
Der eingeschoßige Streckhof Breitenstein Nr. 1 aus dem 18. und 19. Jahrhundert wurde 1786 erstmals urkundlich erwähnt und 1914 umgebaut. Das ehemalige Ziegelbrennerhaus mit der Adresse Breitenstein Nr. 12, ein kleiner Streckhof, wurde 1868 erstmals erwähnt. Der breite eingeschoßige Streckhof Breitenstein Nr. 16 stammt aus der Zeit um 1800 beziehungsweise aus dem ersten Drittel des 19. Jahrhunderts. Der zweigeschoßige Streckhof Breitenstein Nr. wurde 1873 erstmals urkundlich erwähnt.
Der 13 km lange Rundwanderweg Ödenkirchenerweg und die Wanderreitroute Böhmerwald – Große Mühl führen durch Breitenstein.